# Jaime Belmonte
Jaime Belmonte Magdaleno (* 8. Oktober 1934 in Mexiko-Stadt; † 21. Januar 2009 in Irapuato, Guanajuato), auch bekannt unter den Spitznamen El Flaco (der Schmächtige) und El héroe de Solna (der Held von Solna), war ein mexikanischer Fußballspieler. Obwohl sich seine Stammposition in der Abwehr befand, bewies er immer wieder auch offensive Qualitäten und erzielte zwei wichtige Tore für die mexikanische Fußballnationalmannschaft.
Jaime Belmonte starb im Januar 2009 an den Folgen von Magenkrebs. Seine sterblichen Überreste befinden sich auf dem Friedhof Gayoso in Irapuato.

## Biografie

### Verein
El Flaco Belmonte begann seine Profikarriere 1955 beim gerade in die Primera División aufgestiegenen CD Cuautla. Nach dessen Abstieg in die Segunda División vier Jahre später wechselte er zum CD Irapuato, bei dem er bis zum Ende seiner aktiven Laufbahn in der Saison 1971/72 blieb. In derselben Saison stieg Irapuato nach 18-jähriger Zugehörigkeit zur Primera División in die zweite Liga ab, so dass Belmonte in seiner Laufbahn zwei Abstiege erleben musste. In seiner 17 Jahre währenden Profikarriere absolvierte er insgesamt 428 Spiele in der mexikanischen Primera División.
Mit insgesamt 118 Pflichtspieltoren (106 in der Liga und 12 im Pokal) ist Belmonte der erfolgreichste Torjäger in der Geschichte des CD Irapuato.

### Nationalmannschaft
Sein Debüt in der mexikanischen Nationalmannschaft gab Belmonte am 20. Oktober 1957 in einem Spiel gegen Costa Rica (2:0), das im Rahmen der Qualifikation zur WM 1958 ausgetragen wurde. Wie wichtig seine Teilnahme war, unterstreicht sein Tor zur 1:0-Führung in der 77. Minute, das die Basis für die WM-Qualifikation Mexikos war. Bei der WM 1958 bestritt er die Vorrundenspiele gegen Wales (1:1) und Ungarn (0:4) und unterstrich erneut den Wert seines Mitwirkens: im Spiel gegen Wales gelang ihm der Ausgleichstreffer unmittelbar vor dem Schlusspfiff, so dass Mexiko in seinem insgesamt zehnten WM-Spiel zum ersten Mal ungeschlagen blieb. Seither hatte der Hagere el Flaco einen weiteren Spitznamen bekommen, el héroe de Solna: das in der Geschichte des mexikanischen Fußballs so wichtige Tor gelang ihm in dem im Stockholmer Vorort Solna gelegenen Råsundastadion.